# Élections sénatoriales de 2008 en Gironde
Les élections sénatoriales en Gironde ont eu lieu le dimanche 21 septembre 2008. Elles ont eu pour but d'élire les sénateurs représentant le département au Sénat pour un mandat de six années.

## Contexte départemental
Lors des élections sénatoriales du 27 septembre 1998 en Gironde, cinq sénateurs ont été élus selon un mode de scrutin proportionnel : un DL, deux PS et deux RPR.
Depuis, tous les effectifs du collège électoral des grands électeurs ont été renouvelés, avec les élections législatives françaises de 2007, les élections régionales françaises de 2004, les élections cantonales de 2004 et 2008 et les élections municipales françaises de 2008.

## Rappel des résultats de 1998
| Tête de liste  | Tête de liste     | Liste          | Voix  | %      | Sièges |  |
| -------------- | ----------------- | -------------- | ----- | ------ | ------ |  |
|                | Jacques Valade    | RPR-UDF-DL     | 1 274 | 46,01  | 3      |  |
|                | Philippe Madrelle | PS             | 1 172 | 42,33  | 2      |  |
|                | Pierre Augey      | PCF            | 131   | 4,73   |        |  |
|                | Joëlle Dusseau    | PRG            | 76    | 2,74   |        |  |
|                | Jacques Colombier | FN             | 70    | 2,53   |        |  |
|                | Dominique Pesquey | Verts          | 24    | 0,87   |        |  |
|                | Jocelyne Gartner  | DVD            | 22    | 0,79   |        |  |
|                |                   |                |       |        |        |  |
| Inscrits       | Inscrits          | Inscrits       | 2 810 | 100,00 |        |  |
| Abstentions    | Abstentions       | Abstentions    | 13    | 0,46   |        |  |
| Votants        | Votants           | Votants        | 2 797 | 99,54  |        |  |
| Blancs et nuls | Blancs et nuls    | Blancs et nuls | 28    | 1,00   |        |  |
| Exprimés       | Exprimés          | Exprimés       | 2 769 | 99,00  |        |  |

## Sénateurs sortants
| Sénateur | Sénateur          | Parti | Fonctions lors de l'élection en 1998                                  |
| -------- | ----------------- | ----- | --------------------------------------------------------------------- |
|          | Bernard Dussaut   | PS    | Sénateur sortant, conseiller général, maire de Monségur               |
|          | Philippe Madrelle | PS    | Sénateur sortant, président du conseil général, maire de Carbon-Blanc |
|          | Gérard César      | UMP   | Sénateur sortant, conseiller général                                  |
|          | Xavier Pintat     | UMP   | Conseiller général, maire de Soulac-sur-Mer                           |
|          | Jacques Valade    | UMP   | Sénateur sortant, conseiller régional, adjoint au maire de Bordeaux   |

## Présentation des listes et des candidats
Les nouveaux représentants sont élus pour une législature de 6 ans au suffrage universel indirect par les 3007 grands électeurs du département. En Gironde, les sénateurs sont élus au scrutin proportionnel plurinominal. Compte tenu des évolutions démographiques, leur nombre change en 2008, passant de 5 à 6 sénateurs à élire et 8 candidats doivent être présentés sur la liste pour qu'elle soit validée. Chaque liste de candidats est obligatoirement paritaire et alterne entre les hommes et les femmes. 8 listes ont été déposées dans le département. Elles sont présentées ici dans l'ordre de leur dépôt à la préfecture et comportent l'intitulé figurant aux dossiers de candidature.

### Majorité présidentielle
| N° | Candidats | Candidats                | Parti | Principale fonction                       |
| -- | --------- | ------------------------ | ----- | ----------------------------------------- |
| 01 |           | Xavier Pintat            | UMP   | Sénateur sortant, maire de Soulac-sur-Mer |
| 02 |           | Marie-Hélène des Esgaulx | UMP   | Députée, maire de Gujan-Mestras           |
| 03 |           | Hugues Martin            | UMP   | Adjoint au maire de Bordeaux              |
| 04 |           | Marie-France Théron      | UMP   |                                           |
| 05 |           | Bernard Lauret           | DVD   |                                           |
| 06 |           | Marie-Josée Morlot       | UMP   |                                           |
| 07 |           | Michel Massias           | DVD   |                                           |
| 08 |           | Bernadette Coureau       | DVD   |                                           |

### Divers droite
| N° | Candidats | Candidats              | Parti | Principale fonction                                   |
| -- | --------- | ---------------------- | ----- | ----------------------------------------------------- |
| 01 |           | Gérard César           | UMP   | Sénateur sortant, conseiller général, maire de Rauzan |
| 02 |           | Marie-Hélène Villanove | DVD   |                                                       |
| 03 |           | Bernard Péraldi        | DVD   |                                                       |
| 04 |           | Christiane Dornon      | DVD   |                                                       |
| 05 |           | Jean-Marie Féron       | DVD   |                                                       |
| 06 |           | Laetitia Rodriguez     | DVD   |                                                       |
| 07 |           | Jean-Michel Manciet    | DVD   |                                                       |
| 08 |           | Catherine Viandon      | DVD   |                                                       |

### Parti socialiste
| N° | Candidats | Candidats          | Parti | Principale fonction                                   |
| -- | --------- | ------------------ | ----- | ----------------------------------------------------- |
| 01 |           | Philippe Madrelle  | PS    | Sénateur sortant, président du conseil général        |
| 02 |           | Françoise Cartron  | PS    | Conseillère régionale, maire d'Artigues-près-Bordeaux |
| 03 |           | Alain Anziani      | PS    | Conseiller régional                                   |
| 04 |           | Solange Ménival    | PS    |                                                       |
| 05 |           | Ludovic Freygefond | PS    |                                                       |
| 06 |           | Isabelle Dexpert   | PS    |                                                       |
| 07 |           | Christian Gaubert  | PS    |                                                       |
| 08 |           | Michelle Saintout  | PS    |                                                       |

### Les Verts
| N° | Candidats | Candidats            | Parti | Principale fonction |
| -- | --------- | -------------------- | ----- | ------------------- |
| 01 |           | Stéphane Saubusse    | Verts |                     |
| 02 |           | Martine Chevaucherie | Verts |                     |
| 03 |           | Nicolas Thierry      | Verts |                     |
| 04 |           | Nathalie Richard     | Verts |                     |
| 05 |           | Fabrice Floch        | Verts |                     |
| 06 |           | Dominique Blanchard  | Verts |                     |
| 07 |           | Sélim Kançal         | Verts |                     |
| 08 |           | Claire Le Lann       | Verts |                     |

### MoDem
| N° | Candidats | Candidats              | Parti | Principale fonction |
| -- | --------- | ---------------------- | ----- | ------------------- |
| 01 |           | Alain Cazabonne        | MoDem | Maire de Talence    |
| 02 |           | Colette Scott          | MoDem |                     |
| 03 |           | Xavier Loriaud         | MoDem |                     |
| 04 |           | Catherine Melul-Orsoni | MoDem |                     |
| 05 |           | François Merveilleau   | MoDem |                     |
| 06 |           | Pascale Boscq-Bousquet | MoDem |                     |
| 07 |           | Jean-Marc Lachaize     | MoDem |                     |
| 08 |           | Evelyne Vicente        | MoDem |                     |

### Front national
| N° | Candidats | Candidats                    | Parti | Principale fonction                                   |
| -- | --------- | ---------------------------- | ----- | ----------------------------------------------------- |
| 01 |           | Jacques Colombier            | FN    | Conseiller régional, conseiller municipal de Bordeaux |
| 02 |           | Mireille de Badereau         | FN    |                                                       |
| 03 |           | Christian Roche              | FN    |                                                       |
| 04 |           | Lydie Croizier               | FN    |                                                       |
| 05 |           | Denis Lemoine                | FN    |                                                       |
| 06 |           | Anne-Christine Royal         | FN    |                                                       |
| 07 |           | Jean-Pierre Caloni           | FN    |                                                       |
| 08 |           | Valérie Denoix de Saint-Marc | FN    |                                                       |

### Parti communiste français
| N° | Candidats | Candidats             | Parti | Principale fonction |
| -- | --------- | --------------------- | ----- | ------------------- |
| 01 |           | Pierre Augey          | PCF   |                     |
| 02 |           | Claude Mellier        | PCF   |                     |
| 03 |           | Max Guichard          | PCF   |                     |
| 04 |           | Catherine Daguerre    | PCF   |                     |
| 05 |           | Sébastien Laborde     | PCF   |                     |
| 06 |           | Véronique Lavaud      | PCF   |                     |
| 07 |           | Stéphane Le Bot       | PCF   |                     |
| 08 |           | Natalie Victor-Retali | PCF   |                     |

### Divers
| N° | Candidats | Candidats             | Parti | Principale fonction |
| -- | --------- | --------------------- | ----- | ------------------- |
| 01 |           | Eddie Puyjalon        | CPNT  | Conseiller régional |
| 02 |           | Catherine Gilles      | CPNT  |                     |
| 03 |           | Jean-Francis Séguy    | CPNT  |                     |
| 04 |           | Marianic Dumigron     | CPNT  |                     |
| 05 |           | Christian Belis       | CPNT  |                     |
| 06 |           | Elisabeth Graule      | CPNT  |                     |
| 07 |           | Joël Bellocq          | CPNT  |                     |
| 08 |           | Dominique Lapaillerie | CPNT  |                     |

## Résultats
| Tête de liste  | Tête de liste     | Liste          | Voix  | %      | Sièges |
| -------------- | ----------------- | -------------- | ----- | ------ | ------ |
|                | Philippe Madrelle | PS             | 1 240 | 41,96  | 3      |
|                | Xavier Pintat     | UMP            | 708   | 23,96  | 2      |
|                | Gérard César      | UMP            | 552   | 18,68  | 1      |
|                | Alain Cazabonne   | MoDem          | 164   | 5,55   |        |
|                | Pierre Augey      | PCF            | 159   | 5,38   |        |
|                | Stéphane Saubusse | Verts          | 110   | 3,72   |        |
|                | Jacques Colombier | FN             | 14    | 0,47   |        |
|                | Eddie Puyjalon    | CPNT           | 8     | 0,27   |        |
|                |                   |                |       |        |        |
| Inscrits       | Inscrits          | Inscrits       | 3 007 | 100,00 |        |
| Abstentions    | Abstentions       | Abstentions    | 15    | 0,50   |        |
| Votants        | Votants           | Votants        | 2 992 | 99,50  |        |
| Blancs et nuls | Blancs et nuls    | Blancs et nuls | 37    | 1,24   |        |
| Exprimés       | Exprimés          | Exprimés       | 2 955 | 98,76  |        |

### Sénateurs élus
| Sénateur | Sénateur                 | Parti |
| -------- | ------------------------ | ----- |
|          | Philippe Madrelle        | PS    |
|          | Françoise Cartron        | PS    |
|          | Alain Anziani            | PS    |
|          | Xavier Pintat            | UMP   |
|          | Marie-Hélène des Esgaulx | UMP   |
|          | Gérard César             | UMP   |